# Federico Nieto
Federico Gastón Nieto (26 de agosto de 1983, Buenos Aires; Argentina) es un exfutbolista argentino jugaba de delantero y su último club fue Boca Unidos de la Primera B Nacional.

## Trayectoria
Se inició en Almagro donde se desempeñó hasta 2005, para después comenzar su recorrido por el fútbol europeo. En el Viejo Continente, jugó en el Glasgow Rangers de Escocia (equipo que nunca abonó el pase al Club Almagro), en el Estrela de Amadora de Portugal, en Genoa C.F.C. y Hellas Verona, de Italia. En el año 2007 retornó a la Argentina para jugar en Huracán, club al que volvió en 2009, consagrándose subcampeón, y formando parte del 11 inicial del equipo de Ángel Cappa denominado El Tiki Tiki, donde también jugaba Javier Pastore, Mario Bolatti y Matías Defederico.
En 2009 se unió al plantel de Colón. El 3 de noviembre de 2009 marcó un increíble hat trick frente a su ex-club, Huracán, en el Cementerio de los Elefantes, en la goleada 3-0.
Llega a mediados del 2010 al Atlético Paranaense Descendiendo en el 2011, pero ayudando a su equipo a ascender el año siguiente.
Por estos momentos culminó su carrera en Boca Unidos de Corrientes.

## Clubes
| Club                 | País      | Año         |
| -------------------- | --------- | ----------- |
| Almagro              | Argentina | 2000-2005   |
| Rangers F.C.         | Escocia   | 2005-2006   |
| Estrela Amadora      | Portugal  | 2006        |
| Hellas Verona F.C    | Italia    | 2007        |
| Huracán              | Argentina | 2007-2008   |
| Banfield             | Argentina | 2008-2009   |
| Huracán              | Argentina | 2009        |
| Colón                | Argentina | 2009-2010   |
| Atlético Paranaense  | Brasil    | 2010-2012   |
| Deportivo Quito      | Ecuador   | 2013        |
| Barcelona            | Ecuador   | 2014-2015   |
| Universidad Católica | Ecuador   | 2015 - 2016 |
| Boca Unidos          | Argentina | 2016 - 2020 |

## Estadísticas
| Club                           | Temporada           | Liga | Liga | Campeonato Estatal | Campeonato Estatal | Copa Nacional | Copa Nacional | Copa Internacional | Copa Internacional | Total | Total |
| Club                           | Temporada           | PJ   | G    | PJ                 | G                  | PJ            | G             | PJ                 | G                  | PJ    | G     |
| ------------------------------ | ------------------- | ---- | ---- | ------------------ | ------------------ | ------------- | ------------- | ------------------ | ------------------ | ----- | ----- |
| Almagro Argentina              | 2003/04             | 31   | 22   | -                  | -                  | -             | -             | -                  | -                  | 31    | 22    |
| Almagro Argentina              | 2004/05             | 13   | 8    | -                  | -                  | -             | -             | -                  | -                  | 13    | 8     |
| Almagro Argentina              | Total               | 44   | 30   | -                  | -                  | -             | -             | -                  | -                  | 44    | 30    |
| Rangers F.C. Escocia           | 2005/06             | 3    | 1    | -                  | -                  | -             | -             | 2                  | 0                  | 5     | 1     |
| Rangers F.C. Escocia           | Total               | 3    | 1    | -                  | -                  | -             | -             | 2                  | 0                  | 5     | 1     |
| Estrela Amadora Portugal       | 2005/06             | 7    | 1    | -                  | -                  | -             | -             | -                  | -                  | 7     | 1     |
| Estrela Amadora Portugal       | Total               | 7    | 1    | -                  | -                  | -             | -             | -                  | -                  | 7     | 1     |
| Genoa · Italia                 | 2006/07             | 0    | 0    | -                  | -                  | -             | -             | -                  | -                  | 0     | 0     |
| Genoa · Italia                 | Total               | 0    | 0    | -                  | -                  | -             | -             | -                  | -                  | 0     | 0     |
| Hellas Verona F.C · Italia     | 2006/07             | 21   | 1    | -                  | -                  | -             | -             | -                  | -                  | 21    | 1     |
| Hellas Verona F.C · Italia     | Total               | 21   | 1    | -                  | -                  | -             | -             | -                  | -                  | 21    | 1     |
| Banfield Argentina             | 2008/09             | 6    | 0    | -                  | -                  | -             | -             | -                  | -                  | 6     | 0     |
| Banfield Argentina             | Total               | 6    | 0    | -                  | -                  | -             | -             | -                  | -                  | 6     | 0     |
| Huracán Argentina              | 2007/08             | 30   | 7    | -                  | -                  | -             | -             | -                  | -                  | 30    | 7     |
| Huracán Argentina              | 2008/09             | 12   | 3    | -                  | -                  | -             | -             | -                  | -                  | 12    | 3     |
| Huracán Argentina              | Total               | 42   | 10   | -                  | -                  | -             | -             | -                  | -                  | 42    | 10    |
| Colón Argentina                | 2009/10             | 31   | 13   | -                  | -                  | -             | -             | 2                  | 1                  | 33    | 14    |
| Colón Argentina                | Total               | 31   | 13   | -                  | -                  | -             | -             | 2                  | 1                  | 33    | 14    |
| Atlético Paranaense · Brasil   | 2010                | 12   | 1    | -                  | -                  | -             | -             | -                  | -                  | 12    | 1     |
| Atlético Paranaense · Brasil   | 2011                | 19   | 4    | 8                  | 5                  | 3             | 3             | -                  | -                  | 30    | 12    |
| Atlético Paranaense · Brasil   | 2012                | 0    | 0    | 5                  | 0                  | 1             | 0             | -                  | -                  | 6     | 0     |
| Atlético Paranaense · Brasil   | Total               | 31   | 5    | 13                 | 5                  | 4             | 3             | -                  | -                  | 48    | 13    |
| Deportivo Quito · Ecuador      | 2013                | 40   | 29   | -                  | -                  | -             | -             | -                  | -                  | 40    | 29    |
| Deportivo Quito · Ecuador      | Total               | 40   | 29   | -                  | -                  | -             | -             | -                  | -                  | 40    | 29    |
| Barcelona · Ecuador            | 2014/2015           | 17   | 3    | -                  | -                  | -             | -             | 1                  | 0                  | 18    | 3     |
| Barcelona · Ecuador            | Total               | 17   | 3    | -                  | -                  | -             | -             | 1                  | 0                  | 18    | 3     |
| Universidad Católica · Ecuador | 2015                | 28   | 4    | -                  | -                  | -             | -             | 1                  | 0                  | 29    | 4     |
| Universidad Católica · Ecuador | Total               | 28   | 4    | -                  | -                  | -             | -             | 1                  | 0                  | 29    | 4     |
| Boca Unidos Argentina          | 2016/17             | 17   | 5    | -                  | -                  | -             | -             | -                  | -                  | 17    | 5     |
| Boca Unidos Argentina          | Total               | 17   | 5    | -                  | -                  | -             | -             | -                  | -                  | 17    | 5     |
| Total en su carrera            | Total en su carrera | 173  | 83   | 13                 | 5                  | 4             | 3             | 6                  | 1                  | 196   | 92    |

## Palmarés

### Distinciones individuales
| Distinción                                                        | Otorgada por | Año  |
| ----------------------------------------------------------------- | ------------ | ---- |
| Incluido en el 11 Ideal del Campeonato Ecuatoriano de Fútbol 2013 | AFE          | 2013 |
| Máximo Goleador del Campeonato Ecuatoriano de Fútbol 2013         | AFE          | 2013 |